# George Gottlob von Knobelsdorff
George Gottlob von Knobelsdorff (geb. 1708; gest. Anfang 1762) war ein preußischer Hauptmann und Landrat.

## Herkunft und Leben

Wappen derer von Knobelsdorff

George Gottlob von Knobelsdorff war Angehöriger des Uradelsgeschlechts Knobelsdorff. Er war der Sohn des Hauptmanns Balthasar Georg von Knobelsdorff (1667–1709) und dessen Ehefrau Marianne Polixena (1675–1745), geb. von Bornstädt. Zwischen 1752 und 1762 amtierte er als Landrat des Kreises Schwiebus.

## Persönliches
George Gottlob von Knobelsdorff war 1752 Erbherr auf Stentsch, zur Hälfte auf Toppen, sowie zu je einem Viertel auf Kunersdorf und Grunwald. Er war in erster Ehe mit Beate Sophie von Bornstädt verheiratet. Aus dieser Ehe ging die Tochter Marianne Helene (1740–1804) hervor. In zweiter Ehe vermählte er sich mit Johanne Charlotte von Arnold, verwitwete Freifrau von Gersdorff (1711–1789). Der Sohn aus dieser Ehe war Johann Carl (1741–1763).